# Edmund Morgan (historiador)
Edmund Sears Morgan (17 de enero de 1916 - 8 de julio de 2013) fue un historiador estadounidense y una autoridad eminente en la historia estadounidense temprana. Fue profesor emérito de historia en la Universidad de Yale, donde enseñó de 1955 a 1986. Se especializó en historia colonial estadounidense, con cierta atención a la historia inglesa. Thomas S. Kidd dice que se destacó por su estilo de escritura incisivo, "simplemente uno de los mejores estilistas académicos en prosa que Estados Unidos haya producido". Cubrió muchos temas, incluidos el puritanismo, las ideas políticas, la Revolución Americana, la esclavitud, la historiografía, la vida familiar y numerosos personajes notables como Benjamin Franklin.

## Biografía
Morgan nació en Minneapolis, Minnesota, siendo el segundo hijo de Edmund Morris Morgan y Elsie Smith Morgan. Su madre era de una familia yanqui que practicaba la Ciencia Cristiana, aunque se distanció de dicha fe. Su padre, descendiente de mineros de carbón galeses, enseñó leyes en la Universidad de Minnesota. Su hermana era Roberta Mary Morgan, más conocida como Roberta Wohlstetter, también historiadora y, como Edmund, ganadora del Premio Bancroft. En 1925 la familia se mudó de Washington D. C. a Arlington, Massachusetts para permitir que el padre tome una posición como profesor en la Facultad de Derecho de Harvard.
Morgan asistió a la escuela Belmont Hill cerca de su casa. Luego se matriculó en la Universidad de Harvard, con la intención de estudiar historia y literatura en inglés, pero después de tomar un curso de literatura estadounidense con FO Matthiessen, cambió a la nueva especialización de la civilización estadounidense (historia y literatura), con Perry Miller como su tutor, recibiendo la licenciatura en 1937. Luego, a instancias del jurista Felix Frankfurter (un amigo de la familia), Morgan asistió a conferencias en la London School of Economics.
Al regresar a Harvard, en 1942, Morgan obtuvo su Ph.D. en Historia de la civilización estadounidense, con Miller como su asesor.
Aunque era pacifista, Morgan se convenció después de la caída de Francia de que solo la fuerza militar podía detener a Adolf Hitler, y retiró su solicitud del estatus de objetor de conciencia. Durante la Segunda Guerra Mundial se entrenó como maquinista en el Laboratorio de Radiación del MIT, donde realizó piezas para instalaciones de radar.
En 1946–55 Morgan enseñó historia en la Universidad de Brown antes de convertirse en profesor en la Universidad de Yale, donde dirigió unas 60 tesis doctorales en historia colonial antes de retirarse en 1986.
En 1939 se casó con Helen Theresa Mayer, quien murió en 1982.
Morgan murió en New Haven el 8 de julio de 2013 a la edad de 97 años. Su causa de muerte fue la neumonía. Le sobrevivieron dos hijas, de su primer matrimonio, Penélope Aubin y Pamela Packard; su segunda esposa, Marie (née Carpenter) Caskey Morgan, historiadora; seis nietos; y siete bisnietos.

## Carrera
Como estudiante universitario en Harvard, Morgan fue profundamente influenciado por el historiador Perry Miller, quien se convirtió en un amigo de toda la vida. Aunque ambos eran ateos, tenían un profundo entendimiento y respeto por la religión puritana. De Miller, Morgan aprendió a apreciar:

El rigor intelectual y la elegancia de un sistema de ideas que daban sentido a la vida humana de una manera que ya no es aceptable para la mayoría de nosotros. Ciertamente no es aceptable para mí... Me dejó con la costumbre de tomar lo que la gente ha dicho al pie de la letra a menos que encuentre razones convincentes para descontarlo ... Lo que los estadounidenses dijeron desde el principio sobre los impuestos y el gobierno mereció ser tomado seriamente como las ideas de los puritanos sobre Dios y el hombre.
Los numerosos libros y artículos de Morgan cubrieron una variedad de temas en la historia de los períodos colonial y revolucionario, utilizando enfoques de historia intelectual, social, biográfica y política. Dos de sus primeros libros, El nacimiento de la república (1956) y El dilema puritano (1958), han sido textos de lectura obligatoris durante décadas en muchos cursos de historia de pregrado. Sus trabajos incluyen Esclavitud americana, la libertad americana (1975), que ganó el Premio Parkman Francis de la Sociedad de Historiadores de América, el Premio Charles S. Sydnorla de la Asociación Meridional Histórico y el premio Albert J. Beveridge de la Asociación Americana de Historia, y La invención del pueblo: El surgimiento de la soberanía popular en Inglaterra y Estados Unidos (1988), con la cual ganó el Premio Bancroft de la Universidad de Columbia en la historia americana en 1989. También ha escrito biografías de Ezra Stiles, Roger Williams, y Benjamin Franklin.

## Puritanos
El trío de Morgan The Puritan Family: Religion and Domestic Relations in 17th-Century New England (1944), The Puritan Dilemma (1958) y Visible Saints: The History of a Puritan Idea (1963) restauraron la respetabilidad intelectual de los puritanos, y expusieron su apetito por el sexo saludable, causando un renacimiento en los estudios puritanos, más aún porque tanto Morgan como su mentor Miller eran profesores ateos de la Ivy League, lo que aumenta su credibilidad. Santos visibles, dedicado a Miller, fue una reinterpretación del ideal puritano de la Iglesia de los Elegidos. Morgan argumentó que el criterio para la membresía de la iglesia no estaba fijado en Inglaterra. Poco después de su llegada, los puritanos cambiaron su membresía a una iglesia reunida compuesta exclusivamente por santos probados.
El libro de Morgan de 1958 The Puritan Dilemma lo convirtió en una estrella, convirtiéndose en el libro más asignado en los cursos de encuestas de historia de EE. UU. Documentando el cambio en la comprensión entre los puritanos de lo que significa ser miembro de una iglesia, "hacer lo correcto en un mundo que hace mal ":" Atrapado entre los ideales de la Ley de Dios y las necesidades prácticas de la gente, John Winthrop caminó una línea que pocos podrían pisar".

## Revolución Americana
En The Stamp Act Crisis (1953) y The Birth of the Republic (1956) Morgan rechazó la interpretación progresista de la Revolución Americana y su suposición de que la retórica de los Patriotas era una mera trampa. En cambio, Morgan volvió a la interpretación establecida por George Bancroft un siglo antes de que los patriotas estuvieran profundamente motivados por un compromiso con la libertad. El historiador Mark Egnal argumenta que:

Los principales historiadores neo-whig, Edmund Morgan y Bernard Bailyn, subrayan esta dedicación a los principios whiggish, aunque con lecturas variantes. Para Morgan, el desarrollo de las creencias de los patriotas fue un proceso racional y claramente definido.

## Esclavitud
En su libro de 1975, "American Slavery, American Freedom", Morgan exploró "la paradoja estadounidense, el matrimonio de la esclavitud y la libertad":
Las relaciones humanas entre nosotros todavía sufren la antigua esclavitud de una gran parte de nuestros predecesores. La libertad de los libres, el crecimiento de la libertad experimentado en la Revolución Americana dependió más de lo que nos gusta admitir en la esclavitud de más del 20 por ciento de nosotros en ese momento. Cómo la libertad republicana llegó a ser apoyada, al menos en gran parte, por su opuesto, la esclavitud, es el tema de este libro.
Morgan afirmó que los propietarios de las plantaciones de Virginia ejercieron una influencia descomunal en los pensadores patrióticos, buscando liberarse del dominio británico en parte para mantener los beneficios económicos de la esclavitud, mientras que la esclavitud negra y la división racial (línea de color) hicieron posible que los hombres blancos se volvieran políticamente más iguales. ("Los aristócratas podrían predicar la igualdad con mayor seguridad en una sociedad de esclavos que en una libre"). En un pasaje controvertido, describe cómo el sistema laboral de principios de Virginia era sorprendentemente no racial hasta que la debacle de la Rebelión de Bacon en la década de 1670 convenció a los plantadores de Virginia de que ya no podían depender con seguridad de los sirvientes blancos contratados como sus principales trabajadores, lo que les hace recurrir a la esclavitud y a una línea de color como alternativa al conflicto de clases. 
"Racism made it possible for white Virginians to develop a devotion to the equality that English republicans had declared to be the soul of liberty." That is, white men became politically much more equal than was possible without a population of low-status black slaves. Anthony S. Parent commented: "American historians of our generation admire Edmund Morgan's American Slavery, American Freedom more than any other monograph. Morgan resuscitated American history by placing black slavery and white freedom as its central paradox." "El racismo hizo posible que los virginianos blancos desarrollaran una devoción a la igualdad que los republicanos ingleses habían declarado ser el alma de la libertad ". Es decir, los hombres blancos se volvieron políticamente mucho más iguales de lo que era posible sin una población de esclavos negros de bajo estatus. Anthony S. Parent comentó: "Los historiadores estadounidenses de nuestra generación admiran la esclavitud estadounidense de Edmund Morgan, American Freedom más que cualquier otra monografía. Morgan reanimó la historia estadounidense al colocar la esclavitud negra y la libertad blanca como su paradoja central". "
En 2002, Morgan publicó un sorpresivo superventas del New York Times, Benjamin Franklin, que disipa el mito de "un viejo caballero cómodo mirando al mundo sobre sus medias gafas con comprensión benevolente de todo lo que contiene ", revelando su verdadera composición mental.
Con una sabiduría sobre sí mismo que solo llega al corazón de gran corazón, Franklin sabía cómo valorarse a sí mismo y lo que hacía sin confundirse con algo más que un hombre entre muchos. Su especial marca de autoestima requería que honrara a sus semejantes no menos que a sí mismo.

## Impacto
Después de examinar sus escritos, David T. Courtwright descubre que:

Se basan en investigaciones exhaustivas en fuentes primarias; enfatizar la agencia humana en contra de las fuerzas historicistas; y están escritos en una prosa precisa y elegante. Esta combinación de rigor, empatía y lucidez está destinada a una audiencia amplia y ha logrado captarla. Morgan es leído por estudiantes de secundaria, estudiantes universitarios y estudiantes de posgrado, así como por sus colegas especialistas, unos sesenta de los cuales recibieron capacitación en sus seminarios.
La profesora de historia estadounidense del Instituto Tecnológico de Massachusetts, Pauline Maier, escribió:

Como historiador de la América colonial y revolucionaria, fue uno de los gigantes de su generación y un escritor que bien podría haber dirigido una audiencia no académica más grande de lo que sospecho que recibió. Él asumió característicamente grandes problemas y tenía la habilidad de transmitir verdades complejas y sofisticadas de una manera que las hacía parecer, sino simples, al menos fácilmente comprensible.
Benjamin L. Carp describió a Morgan como "uno de los grandes historiadores de los primeros Estados Unidos, con una influencia formidable en el público académico y popular". " Jill Lepore llamó a Morgan "uno de los historiadores estadounidenses más influyentes del siglo XX". " Según Joseph Ellis, Morgan fue "venerado" por otros miembros de la profesión.

## Premios
En 1971 Morgan fue galardonado con el capítulo de Yale de la Medalla William Clyde DeVane de Phi Beta Kappa por su sobresaliente enseñanza y erudición, considerado uno de los premios de enseñanza más prestigiosos para la facultad de Yale. En 1971-1972 Morgan se desempeñó como presidente de la Organización de Historiadores Americanos. En 1972, se convirtió en el primer ganador del Premio Douglass Adair Memorial por la beca en la historia temprana de los Estados Unidos, y en 1986 recibió el Premio al Erudito Distinguido de la Asociación Histórica Americana. También ganó numerosas becas y obtuvo varios títulos honoríficos y conferencias magistrales con nombre. En 1965 se convirtió en profesor de Sterling, una de las más altas distinciones de Yale. Morgan fue galardonado en el 2000 con la Medalla Nacional de Humanidades por el presidente estadounidense Bill Clinton por "contribuciones extraordinarias a la vida y el pensamiento cultural estadounidense". En 2006 recibió el Premio Pulitzer "por un cuerpo de trabajo creativo y profundamente influyente como historiador estadounidense que abarca el último medio siglo". En 2008, la Academia Estadounidense de Artes y Letras lo honró con una medalla de oro por sus logros de su vida.

## Libros
- The Puritan Family: Religion and Domestic Relations in 17th-Century New England (1944) leer en línea
- Virginians at Home: Family Life in the Eighteenth Century (1952)
- The Stamp Act Crisis: Prologue to Revolution (1953), with Helen M. Morgan
- The Birth of the Republic, 1763–89 (1956; 4th ed. 2012) leer en línea
- The Puritan Dilemma: The Story of John Winthrop (1958) leer en línea
- The American Revolution: A Review of Changing Interpretations (1958)
- The Mirror of the Indian (1958)
- Editor, Prologue to the Revolution: Sources and Documents on the Stamp Act Crisis, 1764–1766 (1959)
- The Gentle Puritan: A Life of Ezra Stiles, 1727–1795 (1962) leer en línea
- The National Experience: A History of the United States (1963) coauthor of textbook; several editions
- Visible Saints: The History of a Puritan Idea (1963)
- Editor, The Founding of Massachusetts: Historians and the Sources (1964)
- The American Revolution: Two Centuries of Interpretation (1965)
- Puritan Political Ideas, 1558–1794 (1965) leer en línea
- The Diary of Michael Wigglesworth, 1653–1657: The Conscience of a Puritan (1965)
- The Puritan Family ([1944] 1966)
- Roger Williams: The Church and the State (1967) leer en línea
- So What About History? (1969)
- American Slavery, American Freedom: The Ordeal of Colonial Virginia (1975)
- The Meaning of Independence: John Adams, George Washington, and Thomas Jefferson (1976, reprint with new foreword, 2004)
- The Genius of George Washington (1980)
- Inventing the People: The Rise of Popular Sovereignty in England and America (1988)
- Benjamin Franklin (Yale University Press, 2002) leer en línea
- The Genuine Article: A Historian Looks at Early America (2004), selected review essays from New York Review of Books leer en línea
- American Heroes: Profiles of Men and Women Who Shaped Early America (2009), biographical essays leer en línea

## Artículos seleccionados
- "The Case against Anne Hutchinson", New England Quarterly 10.4 (1937),  pp. 635–49 in JSTOR
- "The Puritans and Sex", New England Quarterly 15.4 (1942), pp. 591–607 in JSTOR
- "Colonial Ideas of Parliamentary Power 1764–1766", William and Mary Quarterly 5.3 (1948), pp. 311–41 in JSTOR
- "Thomas Hutchinson and the Stamp Act", New England Quarterly 21.4 (1948), pp. 459–92 in JSTOR
- "The Postponement of the Stamp Act", William and Mary Quarterly 7.3 (1950), pp. 353–92 in JSTOR
- "Ezra Stiles: The Education of a Yale Man, 1742–1746," Huntington Library Quarterly 17.3 (1954), pp. 251–68 in JSTOR
- "The American Revolution: Revisions in Need of Revising", William and Mary Quarterly 14.1 (1957), pp. 3–15 in JSTOR; influential review of the historiography
- "Ezra Stiles and Timothy Dwight", ‘‘Proceedings of the Massachusetts Historical Society 72 (1957–60), pp. 101–17 in JSTOR
- "The Puritan Ethic and the American Revolution", William and Mary Quarterly 24.1 (1967), pp. 3–43 in JSTOR
- "The First American Boom: Virginia 1618 to 1630", William and Mary Quarterly 28.2 (1971), pp. 169–98 in JSTOR
- "The Labor Problem at Jamestown, 1607–18", American Historical Review 76.3 (1971), pp. 595–611 in JSTOR
- "Slavery and Freedom: The American Paradox", Journal of American History 59.1 (1972), pp. 5–29 in JSTOR, presidential address to Organization of American Historians
- "The World and William Penn", Proceedings of the American Philosophical Society 127.5 (1983), pp. 291–315 in JSTOR
- "Safety in Numbers: Madison, Hume, and the Tenth 'Federalist'",  Huntington Library Quarterly 49.2 (1986), pp. 95–112 in JSTOR
- "John Winthrop's 'Modell of Christian Charity' in a Wider Context", Huntington Library Quarterly 50.2 (1987), pp. 145–51 in JSTOR

## Lectura adicional
- Courtwright, David T. "Fifty Years of American History: An Interview with Edmund S. Morgan." William and Mary Quarterly (1987): 336–369. in JSTOR
- Liddle, William D. "Edmund S. Morgan (1916– )" in Clyde N. Wilson, ed., Twentieth-Century American Historians (Dictionary of Literary Biography, vol. XVII) (Detroit, 1983), pp 285–95.
- Murrin, John M.  "Edmund S. Morgan," in Robert Allen Rutland, ed. Clio's Favorites: Leading Historians of the United States, 1945–2000 U of Missouri Press. (2000) pp 126–137
- Nawotka, Edward “Edmund Morgan: The Historian's Historian", Publishers Weekly, 9 de diciembre de 2002[1]
- New York Times obituary
- Washington Post obituary
- Boston Globe obituary
- American Historical Association obituary
- Obituary by Thomas Kidd
- Obituary by Jill Lepore